# Домусульманська Аравія

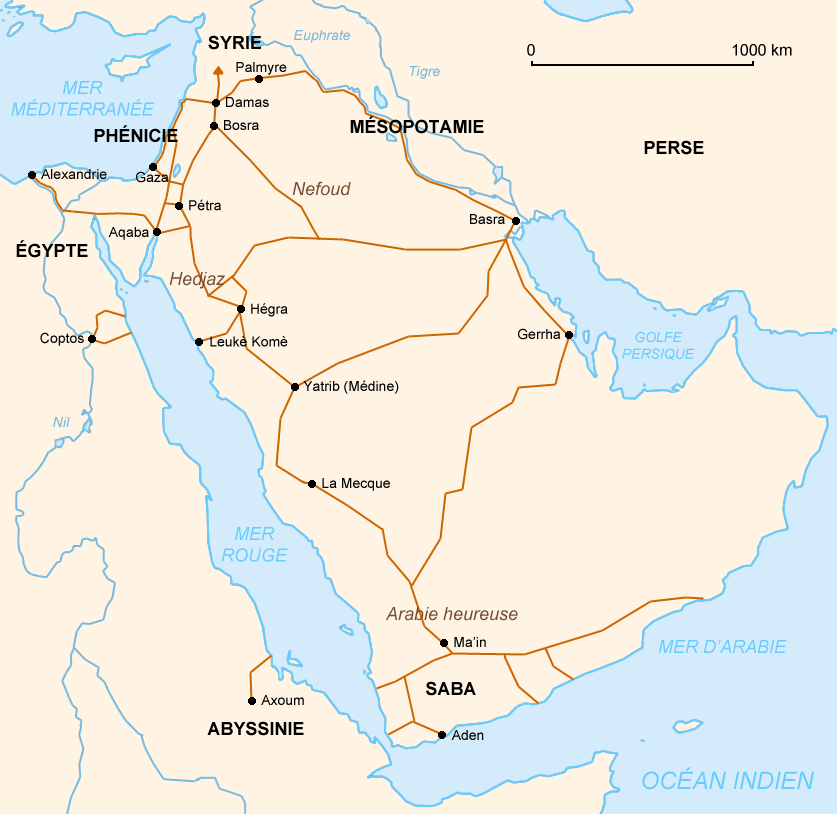
Набатейські караванні шляхи домусульманської Аравії

Домусульманська Аравія (араб. شبه الجزيرة العربية قبل الإسلام) — період, що охоплює історію Аравійського півострова до появи ісламу і створення Праведного халіфату в VII столітті. В ісламській теології культура доісламського періоду позначається терміном «джахілійя», що перекладається як «часи невігластва».
Вивчення домусульманської епохи також є важливим напрямком у відповідній науці.

## Стан наукових досліджень
Наукові дослідження доісламських арабів починаються з арабістів початку XIX ст., коли епіграфістам вдалося розшифрувати написи південно- (X ст. до н. е.) та північноаравійською (VI ст. до н. е.) і решти письмен доісламської Аравії. Таким чином, дослідження відтоді не обмежуються письмовими традиціями, які не є місцевими через відсутність збережених звітів арабських істориків про ту епоху. Нестача матеріалу компенсується письмовими джерелами інших культур (таких як єгиптяни, греки, римляни тощо), тому події цієї епохи доволі складно реконструювати в повному об'ємі. Починаючи з III-го століття н. е., арабська історія стає більш помітною в джерелах з підйомом хим'яритів, а також з появою кахтанітів у Леванті та поступовою асиміляцією набатеїв останніми на початку перших століть н. е. Апогеєм розширення і заявлення про себе арабів стали мусульманські завоювання VII ст.
Джерела історії включають археологічні докази, іноземні розповіді та усні традиції, пізніше записані ісламськими вченими, особливо в доісламських віршах, і хадиси, а також низку давніх арабських документів, які дійшли до середньовіччя, коли їх частини цитувалися або записувалися. Археологічні дослідження на Аравійському півострові були нечисленними, але плідними; сучасні розкопки виявили багато стародавніх місць.
Найновіше детальне дослідження доісламської Аравії — «Араби та імперії до ісламу» — опубліковане видавництвом Оксофордського університету у 2015 році. У цій книзі зібрано різноманітні стародавні тексти та написи для історії, особливо північного регіону в цей період часу.

## Доісторичні часи

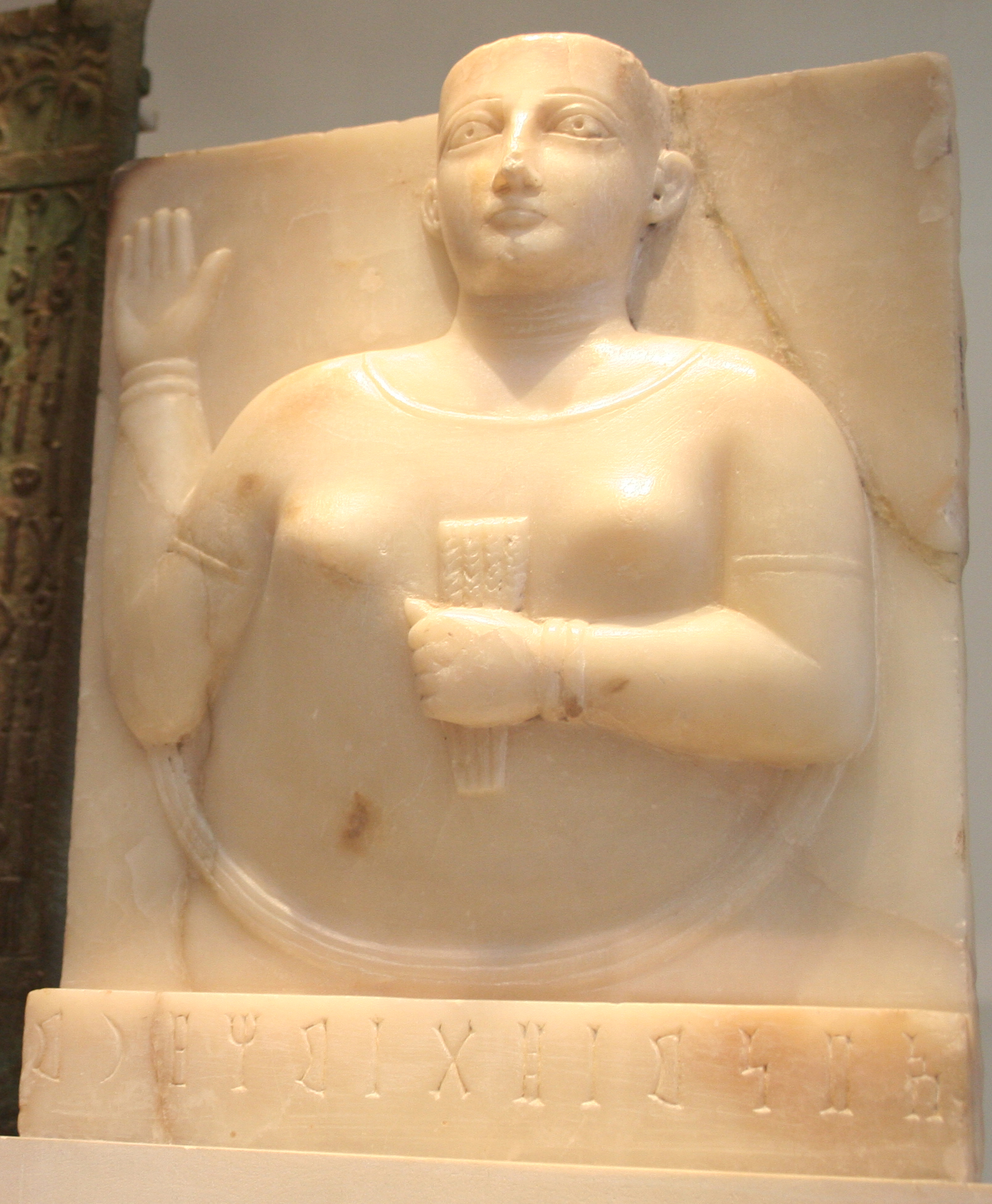
Надгробок молодої жінки на ім'я Абан, зображеної фронтально з піднятою правою рукою і снопом пшениці в лівій руці, що символізує родючість. Британський музей, Лондон

Є докази того, що люди жили на Аравійському півострові приблизно від 106 000 до 130 000 років тому. Суворий клімат історично перешкоджав поселенням на доісламському Аравійському півострові, за винятком невеликої кількості міських торгових поселень, таких як Мекка та Медіна, розташованих у Хіджазі на заході півострова.
Більшість вчених давно визнає Аравійський півострів першоосновою семітських мов.

### Хронологія
- Убейдська культура (VI — поч. IV тис. до н. е.) — одна з версій вказує на її виникнення в Аравії.
- Культура Умм ан-Нар (2600—2000 рр. до н.е)
- Сабрська культура (2000 р. до н.е)
- Культура Ваді Сук (1900—1300 рр. до н.е)
- Лізк/Румайлах — Рання залізна доба (1300—300 рр. до н.е)
- Самадський період — Пізня залізна доба (100 р. до н.е — 300 н. е.)

### Плейстоцен
В епоху раннього палеоліту саме Аравія стала одним з перших місць, звідки людство поширилося далі в Сирію і долини Тигру та Євфрату, почавши свій шлях з Африки. В епоху верхнього палеоліту і мезоліту територію Аравії населяли племена носіїв гаплогрупи С. 130 тис. років тому Аравійський півострів був відносно спекотнішим, кількість дощових опадів була вищою, завдяки чому він був покритим рослинністю і був придатним для проживання землю. У цей час рівень Червоного моря впав, і ширина його південної частини становила всього 4 км. Це на короткий час створило для людей можливість форсування Баб-ель-Мандебської протоки, через яку вони досягли Аравії і заснували ряд перших стоянок на Близькому Сході — таких, як Джебель Файя.
Між Червоним морем і Джебель-Файя (ОАЕ) — відстань 2000 км, де нині розташовується непридатна до життя пустеля. З кінцем льодовикового періоду в Європі клімат став більш спекотним і посушливим і Аравія перетворилася на пустелю, погано пристосовану для життя людини.

### Розселення семітів

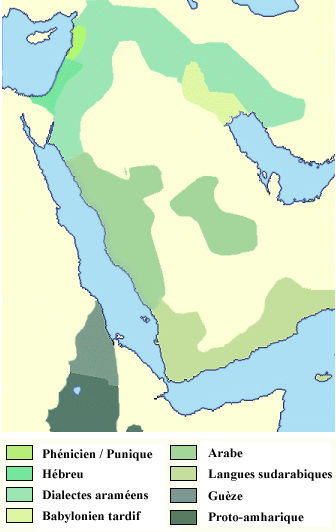
Реконструкція розподілу семітських народів в V ст. до н. е.

Деякі автори вважають, що Аравія була вітчизною стародавніх семітів, однієї з гілок яких були араби. Інші вважають, що семіти в V тис. до н. е. мігрували з африканського регіону Сахари. Хай там як, вони вже на рубежі IV—III тис. до н. е. влаштувалися в Аравії. Стародавні кочівники-араби поклонялися богині Аллат, шанували зірки і вірили в талісмани (культ чорного каменю сягає глибокої давнини).

### Перші згадки та держави
Адити влаштувалися в Південній Аравії (сучасний Ємен), оселившись на схід від племені Кахтан. Вони заснували державу Ад приблизно від X ст. до н. е. до III століття н. е. Згадуються в Корані.
Націю Ад знали греки та єгиптяни. «Географія» Клавдія Птолемея (II ст. н. е.) називає цю територію «землею Іобаритів», регіон, який пізніше в легенді назвали Убарі, який також згадується в Корані під назвою Ірам.
Мідіяни — один з народів, що згадуються в Книзі Буття та Корані. Походження мідіянців не встановлено. Через мікенські мотиви на тому, що називається мідіянською керамікою, деякі вчені, зокрема Джордж Менденголл, Пітер Парр і Бено Ротенберґ, припустили, що мідіяни спочатку були народами моря, які мігрували з регіону Егейського моря, та згодом зазнали впливу семітів, переселившись на їх землі. Питання про походження досі залишається відкритим. У пізніші часи мідіяни, ймовірно, змішалися з іншими кочовими народами Аравії і втратили свою самобутність.
Традиційно відомості про існування мідіянців ґрунтувалися виключно на біблійних і класичних джерелах, але нещодавно посилання на регіон Мідіян було виявлено в тайманському написі, датованому до IX століття до нашої ери.
Маккан засвідчено як назву торгового партнера шумерів. Це була гірнична країна, яка поставляла мідь і діорит. Часто припускають, що вона знаходилася на теренах сучасного Оману. Найдавніші знахідки міді та перші рудники датують тут III тис. до н. е. Основний район розробок зосереджувався в горах поблизу Оманської затоки, де на території площею близько 30 тис. км² розташовувалось більше 100 мідних родовищ і рудопроявів.

## Головні тогочасні держави

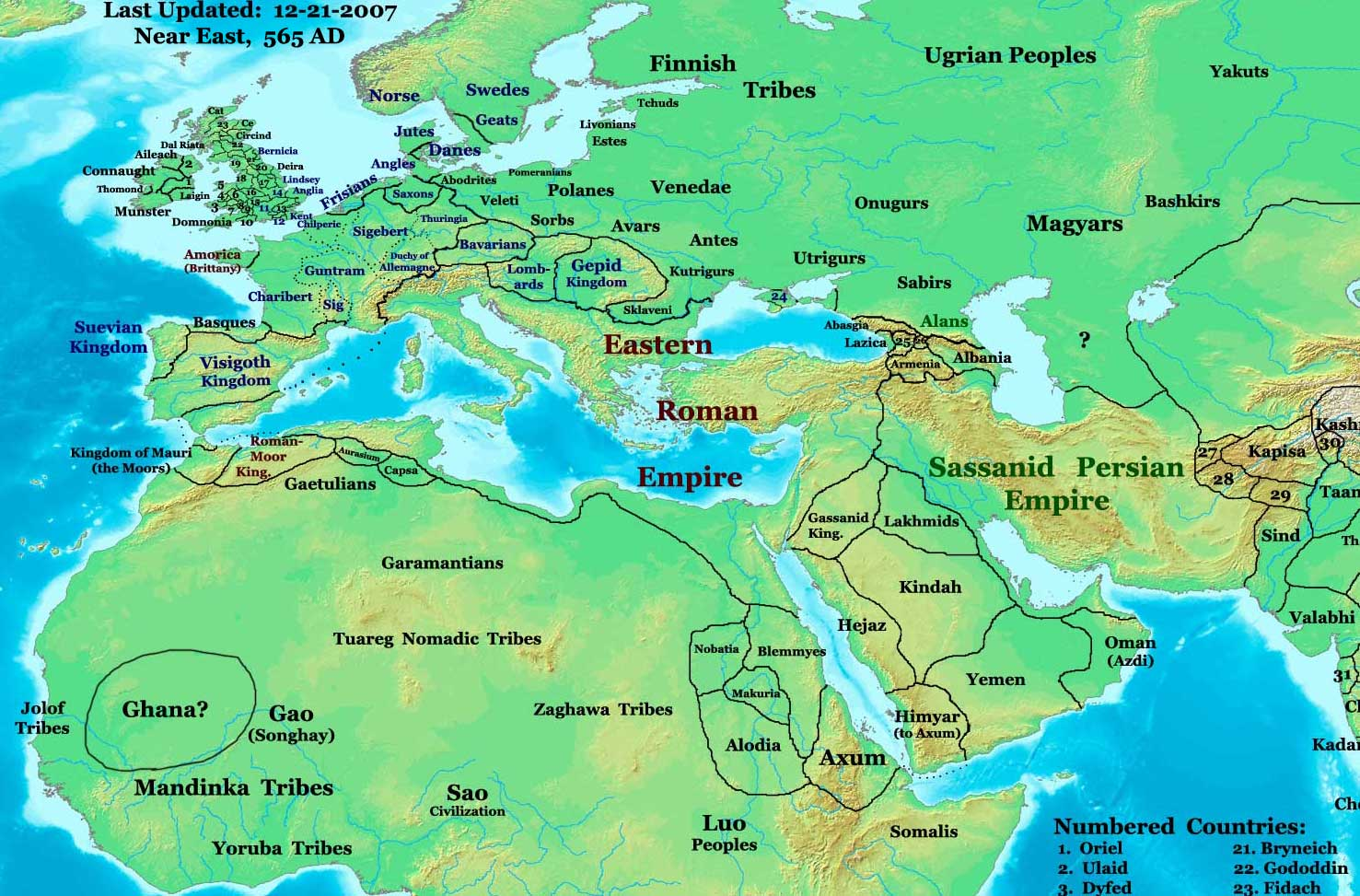
Аравія в VI столітті

В часи виникнення перших осередків цивілізацій на Східному Середземномор'ї, Месопотамії та Єгипті, Аравія, будучи на перехресті трьох континентів, Європи, Азії та Африки, не стала воротами Передньої Азії. Прадавні вогнища старосхідної культури оминули перші аравійські держави, які постали на півдні півострова — Мінейське та Сабейське царства. Джерельна база часів перших держав достатньо детальна: крім власне арабських матеріалів, повідомлення Біблії, античних авторів (Геродот, Діодор, Страбон тощо) і сусідніх народів. Проте подібні згадки зазвичай містять періодичний і малоінформативний характер.

### Хадрамаут
Перші написи про державу Хадрамаут відомі з VIII ст. до н. е. Вперше воно згадується сторонньою цивілізацією в старосабейському написі Карабіль-Ватар з початку VII ст. до н. е., в якому правитель Хадрамаута, Ядаїл, згадується як один із його союзників. Дільмун вперше з'являється на шумерських клинописних глиняних табличках, датованих кінцем IV тис. до н. е., знайдених у храмі богині Інанни в місті Урук.
Держава згадується в Таблиці народів під іменем Хазармавет, також у Страбона під назвою Хатрамотітіс (дав.-гр. Χατραμωτίτις).

### Саба

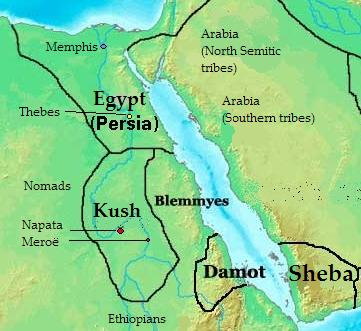
Сабейське царство (Sheba) у V ст. до н. е.

Сабеї були стародавнім народом, який розмовляв старою південноаравійською мовою і жив на території сучасного Ємену, на південному заході Аравійського півострова; з 2000 до н. е. до 8 століття до н. е. Деякі сабеї також жили в Д'мті, розташованому в Еритреї та північній Ефіопії, завдяки їхній гегемонії над Червоним морем. Вони тривали з початку 2-го тис. до 1-го століття до н. У 1 столітті до нашої ери воно було завойоване хим'яритами, але після розпаду першої хим'яритської імперії царів Саба і дху-Райдана Середньосабське царство знову з'явилося на початку 2 ст. Він був остаточно завойований хим'яритами наприкінці III ст.
Сабейське царство сприятливо впливало на прогрес в суміжних регіонах Африки. У VIII столітті до н. е. на ефіопських землях постала велика сабейська колонія, яка стрімко відокремилася від своєї аравійської метрополії. З прибуттям сабеїв пов'язана відома ефіопська легенда про «Соломонову династію», представниками якої нібито були ефіопські царі. Згідно з легендою, всі вони були нащадками Давньоізраїльского царя Соломона і біблійної цариці Савської, тобто, правительки Сабейського царства. Ефіопи традиційно називали царицю Савську ефіопською Македою або Білкіс. Переселення аравійців на плато Тигре призвело до поширення в Ефіопії не тільки семітських мов, а й численних навичок: кам'яного будівництва методом сухої кладки та різьбленню по каменю, розписної кераміки і ще деяких досягнень цивілізації. Змішавшись з кушитами, що мешкали в регіоні Тигре, аравійські переселенці утворили агазі — Давньоефіопську народність, на ім'я якої сучасна територія Тигре стала відома як «країна Агазі», а давньоефіопська мова — як геєз.

### Аусан
Стародавнє Аусанське царство зі столицею в Хаджар Яхірр у ваді Марха, на південь від ваді Байхан, тепер позначене телем, який місцеві називають Хагар-Асфаль. Колись це було одне з найважливіших малих держав Південної Аравії. Місто було зруйноване в VII ст. до н. е. мукаррібом Саби Каріб'іл Ватар, згідно з сабейським текстом.
Хаджар Яхірр був центром надзвичайно великого міста для Південної Аравії, на яке вплинула елліністична культура, з храмами та палацовою спорудою, оточеною глинобитними будинками, з ймовірним місцем для базару чи ринку та караван-сараю.

### Набатея
У II ст. до н. е. на північному заході Аравії утворилося Набатейське царство зі столицею в Петрі. Крім території Йорданії набатеї контролювали захід сучасної Саудівської Аравії (Мадаїн-Саліх), а також мали свої форпости на Синаї (Дахаб) і в південній Сирії (Ас-Сувейда). Набатейці користувалися набатейським письмом, яке послужило основою для арабського алфавіту.
Походження набатеїв залишається неясним. Через подібність звуків Єронім припустив зв'язок із племенем Небайот, згаданим у Бутті, але сучасні історики обережні щодо ранньої набатейської історії. Вавилонський полон, який почався в 597 р. до н. е. із завоюванням Єрусалима, створив вакуум влади в Юдеї, і коли ідумейці переселялися на юдейські пасовища, набатейські написи почали залишатися на території едомітян (раніше 312 р. до н. е., коли на них безуспішно напав у Петрі Антигон I). Перша достовірна поява відбулася в 312 р. до н. е., коли Єронім Кардійський, офіцер Селевкідів, згадав про набатеїв у бойовому звіті. У 50 році до н. е. давньогрецький історик Діодор Сицилійський цитував Єроніма у своїй доповіді та додавав наступне: «Так само, як Селевкіди намагалися підкорити їх, римляни зробили кілька спроб отримати в свої руки цю прибуткову торгівлю».
Петра або Села була стародавньою столицею Ідумеї; набатеї, ймовірно, зайняли стару країну ідумеїв і досягли успіху в торгівлі після того, як ідумеї скористалися вавилонським полоненням, щоб просунутися до південної Юдеї. Ця міграція, дату якої визначити неможливо, також зробила їх господарями берегів затоки Акаба та важливої гавані Елат. Тут, за словами Агатархіда, певний час вони, як руйнівники та пірати, заважали відновити торгівлю між Єгиптом і Сходом, доки їх не покарали правителі Птолемеїв Олександрії.
106 р. н. е. Набатея була захоплена Римською імперією, яка перейменувала її на Аравію Петрейську. Араби повернули регіон в ході ісламських завоювань бл. 630 р.

### Хім'яр
Одночасно з Набатейським царством в південній Аравії з'являється Хим'яр, що прийшов на зміну Сабейському царству в 115 до н. е., завоювавши його бл. 280 р. н. е.
Столицею Хім'яру став Зафар. З часом (при Зу-Нувасі) у ньому сильні позиції зайняв юдаїзм. У IV та VI столітті ефіопське військо двічі розорило південно-західну Аравію. Після другого походу ефіопський гарнізон на чолі з ефіопським намісником Абрахою підняв заколот і утворив самостійну провізантійску державу Хім'яр з центром у Сані, яка стала центром поширення християнства в південній Аравії. Це була панівна держава в Аравії до 525 року нашої ери. Основою економіки було землеробство. За легендою в 570 році Абраха направив каральну експедицію в тоді ще язичницьку Мекку, яка закінчилася провалом (Рік Слона).
Зовнішня торгівля базувалася на експорті ладану та мирри. Протягом багатьох років він також був основним посередником, що зв'язував Східну Африку та Середземноморський світ. Ця торгівля в основному полягала в експорті слонової кістки з Африки для продажу в Римській імперії. Кораблі з Хим'яру регулярно подорожували східноафриканським узбережжям, і держава політично контролювала торгові міста вздовж Східної Африки.
Експансія Хім'яру в центральну Аравію призвела до появи Кінди. Геополітично орієнтовані на Візантію Кіндіти зіткнулися з «перськими арабами» під проводом Лахмідів, що кочували в низинах Євфрату. По території Аравії пройшов цивілізаційний розлам між християнською Візантією і зороастрійською Персією, в зоні якого палала запекла міжплемінна війна. У VI столітті на зміну послабленим кіндітам візантійську політику стали проводити хассаніди, які також зазнали поразки і до кінця VI століття Аравія була перетворена на перську околицю.

### Лахміди
Лахмідське царство було засноване племенем Лакхум, яке іммігрувало з Ємену в II ст. та управлялося династією Бану Лахм. Держава була сформована групою арабів-християн, які жили в Південному Іраку, і зробили Аль-Хіру своєю столицею в 266 р. Засновником династії був Амр, а його син — Імру аль-Каїс — прийняв християнство. Поступово все місто перейшло в цю віру. Впродовж свого існування, Лахміди були в васальній залежності від Сасанідів. Імру аль-Каїс мріяв про об'єднану і незалежну аравійську державу, внаслідок чого провадив агресивну військову політику.
Зокрема Лахміди тривалий час боролися з Кіндідами, здобувши перемогу. Також воювали з хассанідами, але останніх ліквідували візантійці. 602 року перси повалили династію Лахмідів, а 611 — остаточно ліквідували царство.

### Хассаніди
Гассаніди були групою християнських племен Південної Аравії, які емігрували на початку III-го ст. з Ємену до Хаврану між Йорданією і Сирією, де вони одружилися з еллінізованими римськими поселенцями та грецькомовними ранньохристиянськими громадами. Еміграція хассанідів передавалася в багатій усній традиції південної Сирії. Згідно з ними, хассаніди походили з міста Маріб в Ємені. У цьому місті була однойменна гребля, однак одного року було так багато дощу, що дамбу віднесло наступною повінню. Тому людям довелося виїхати. Мешканці емігрували, бажаючи жити в менш посушливих землях, і розсіялись. Прислів'я «Вони були розпорошені, як люди Саби» відноситься до того виходу в історії. Емігранти були вихідцями з південного арабського племені Азд гілки Кахлан племен Кахтані.

## Релігія
Доісламські релігії в Аравії представляли арабські місцеві язичницькі вірування і давні семітські релігії, тобто ті, що передували авраамічним релігіям. Також в пізніший час ряд поповнився різними формами (зокрема єретичними) християнства, юдаїзму, самаритянства та мандеїзму, маніхейства, зороастризму, набагато рідше індуїзму та буддизму.
Згідно з ісламською традицією, арабський політеїзм був домінуючою формою релігії, заснованою на шануванні божеств і духів. Поклонялися різним богам і богиням, включаючи Хубала та богинь Аллат, Аль-Узза та Манат, у місцевих святинях і храмах, можливо, таких як Кааба в Мецці. Божества вшановували і закликали через різноманітні ритуали, включаючи паломництва та ворожіння, а також ритуальні жертвопринесення. Були запропоновані різні теорії щодо ролі Аллаха в мекканській релігії. Багато фізичних описів доісламських богів пов'язані з ідолами, особливо біля Кааби, яка, за ісламською традицією, нібито містила до 360 богів.

## Мистецтво

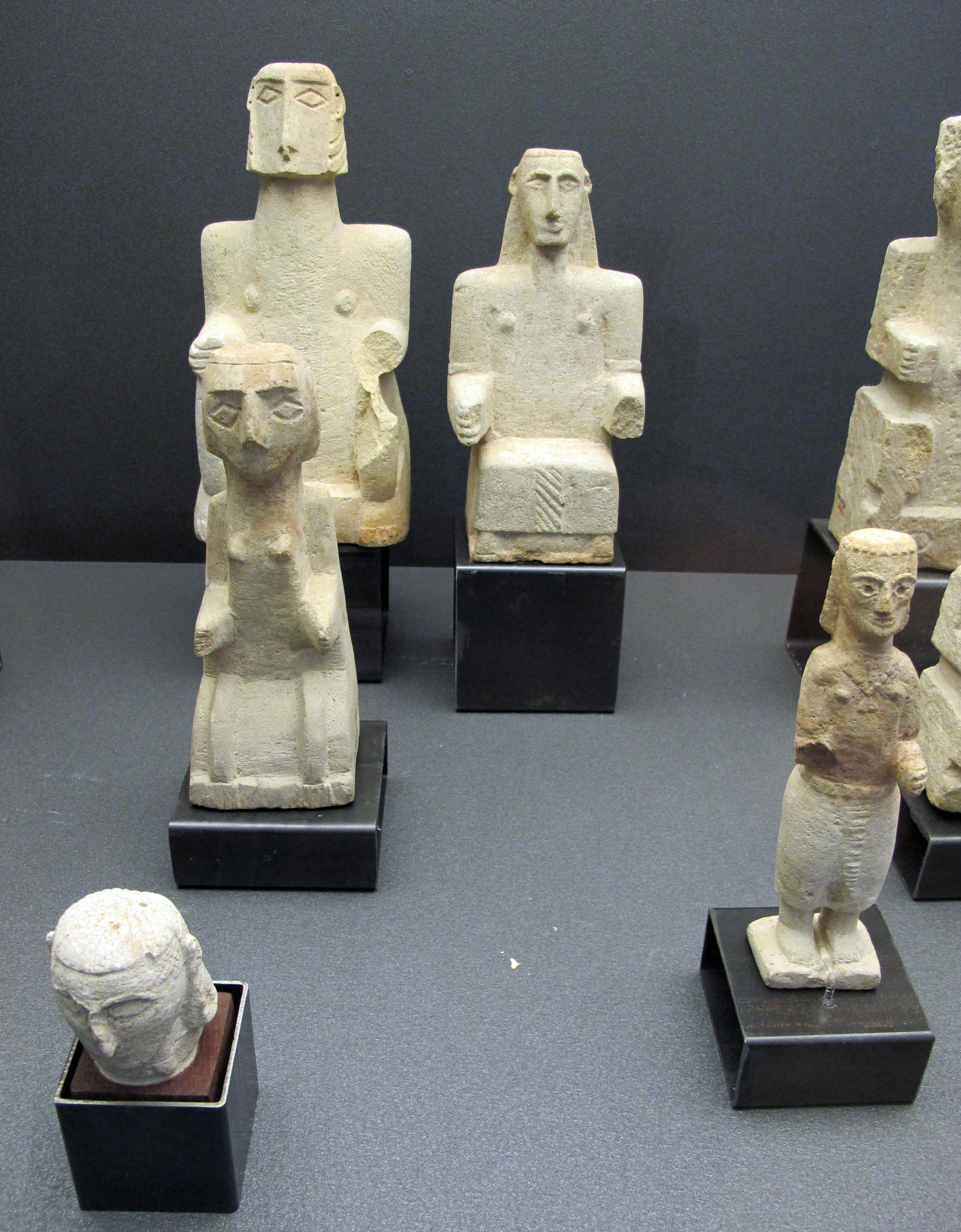
Вотивні алебастрові фігурки з Ємену; III-I ст. до н. е.; Національний музей східного мистецтва (Рим, Італія)
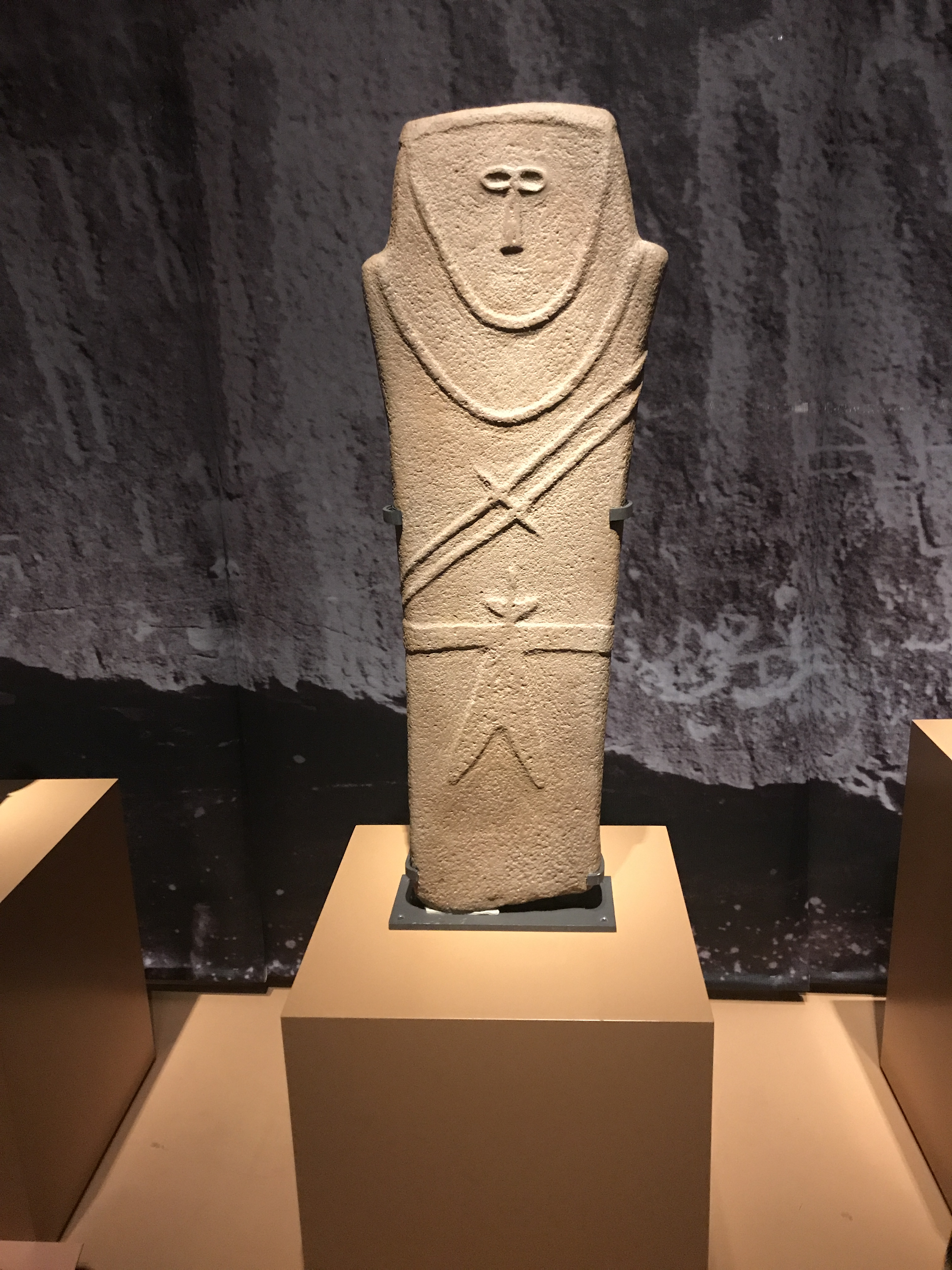
Стела, чоловік із перев’язкою — культовий витвір мистецтва; 4 тис. до н. е.; виставка в Національному музеї Кореї (Сеул, Південна Корея)
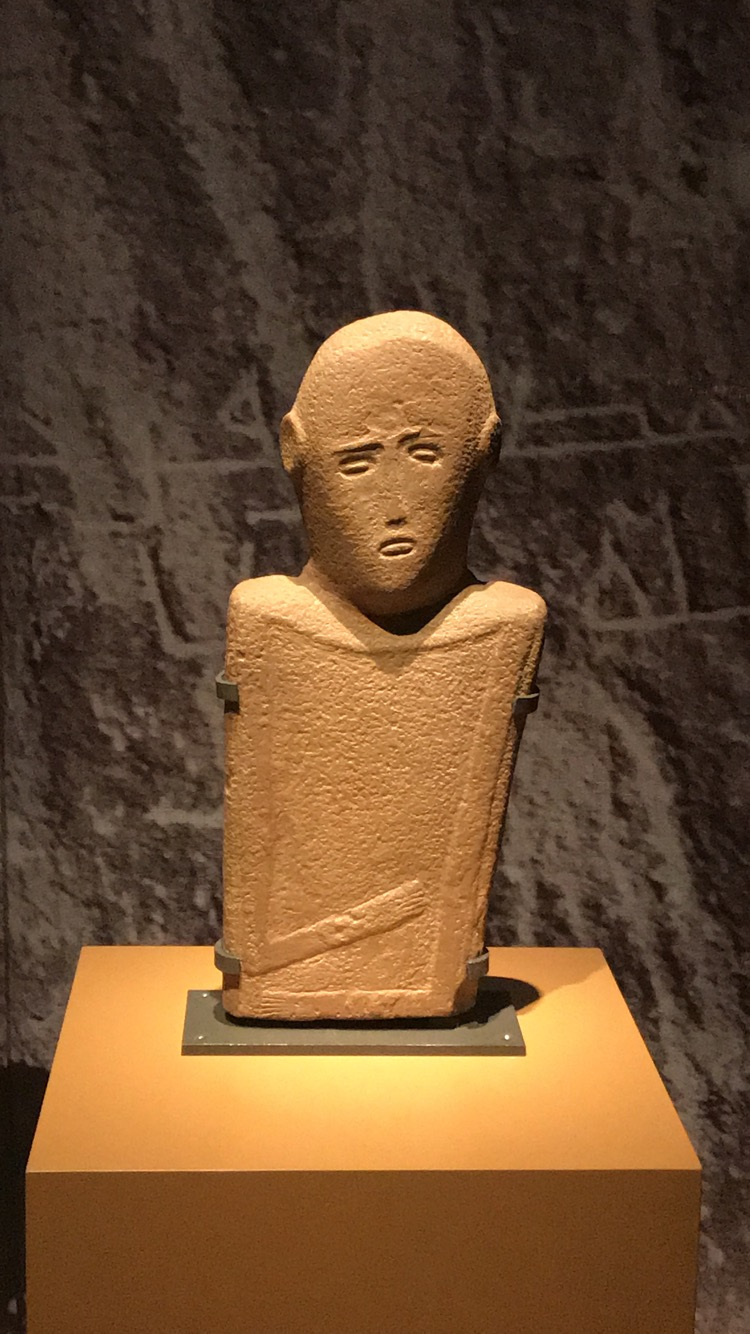
Антропоморфна стела; виставка в Національному музеї Кореї (Сеул, Південна Корея)
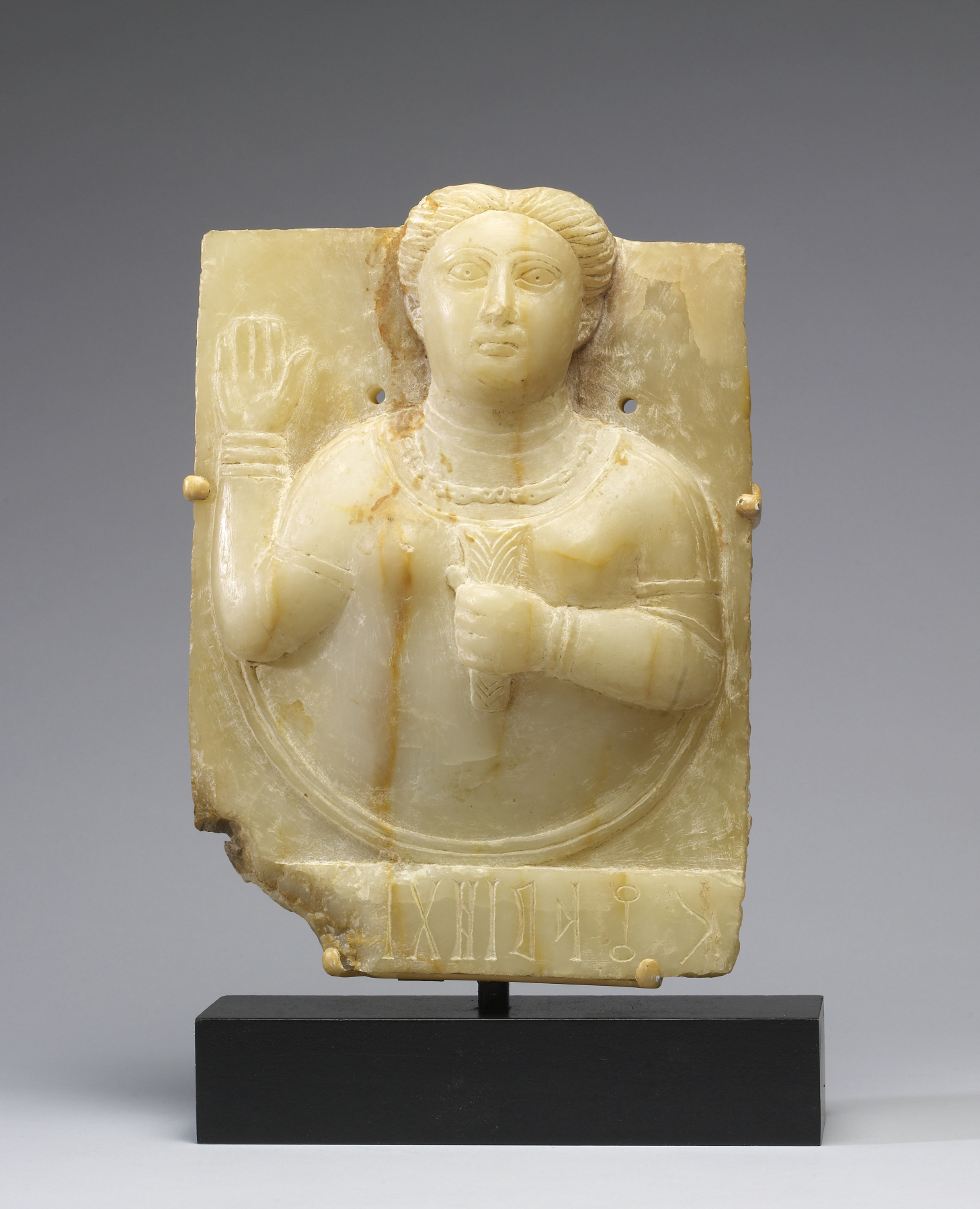
Південноаравійська алебастрова стела — бюст жінки, що піднімає руку, з іменем жертводавця, Ратхадум, написаним нижче; I ст. до н. е.-I ст. н. е.; Художній музей Волтерс (Балтимор, США)
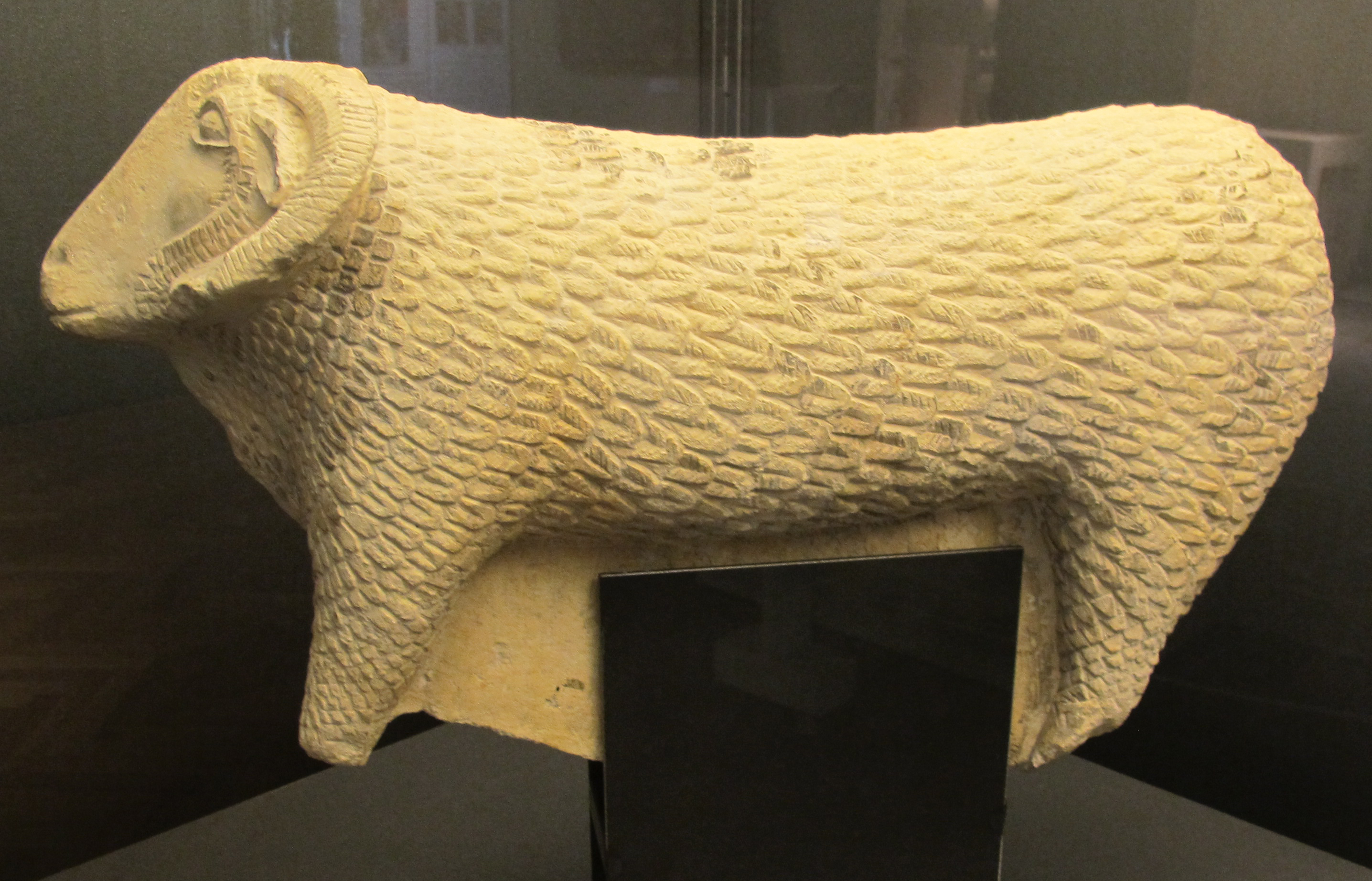
Вапнякова скульптура барана з Ємену
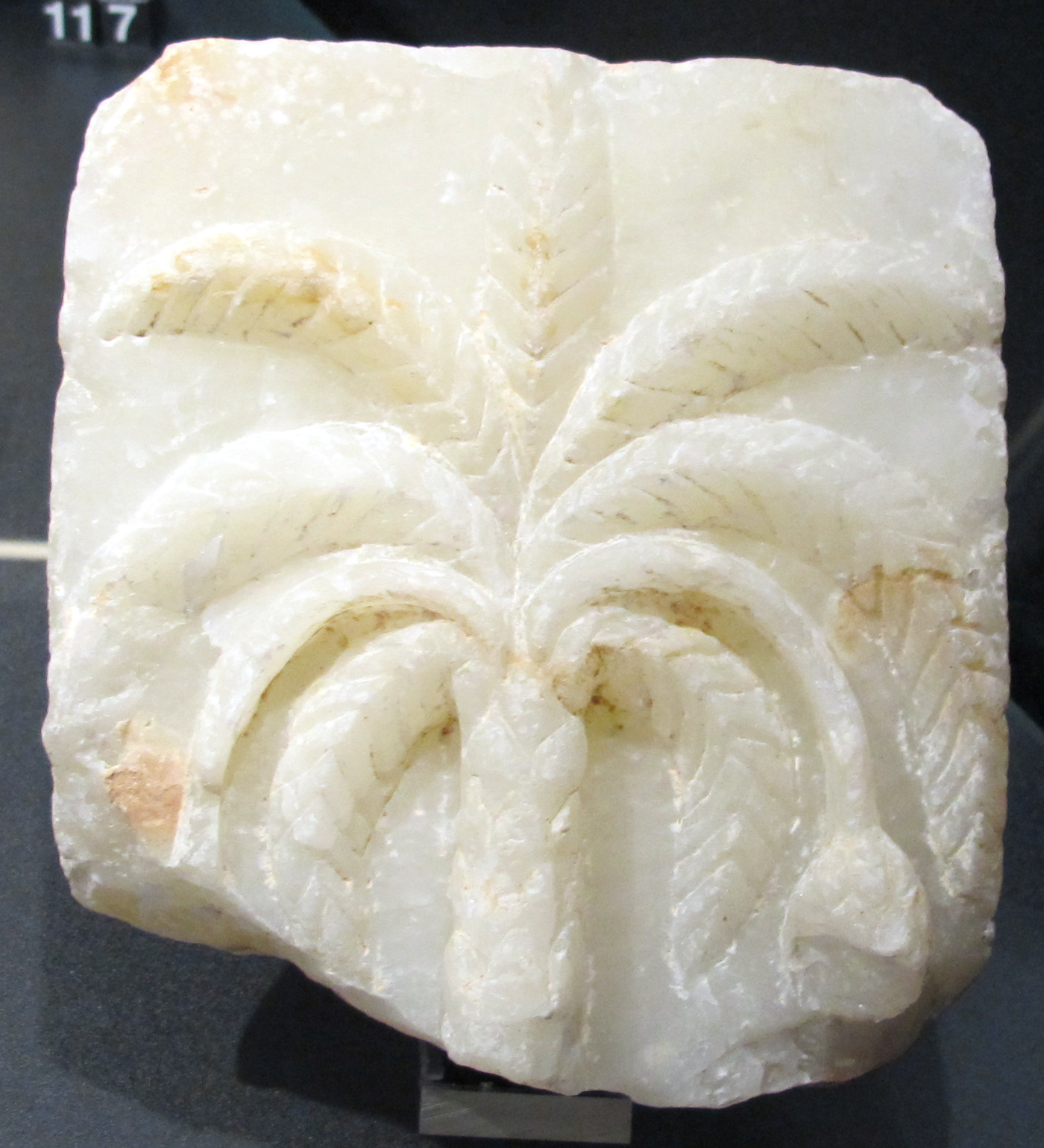
Алебастровий барельєф з пальмою з Сани, Ємен
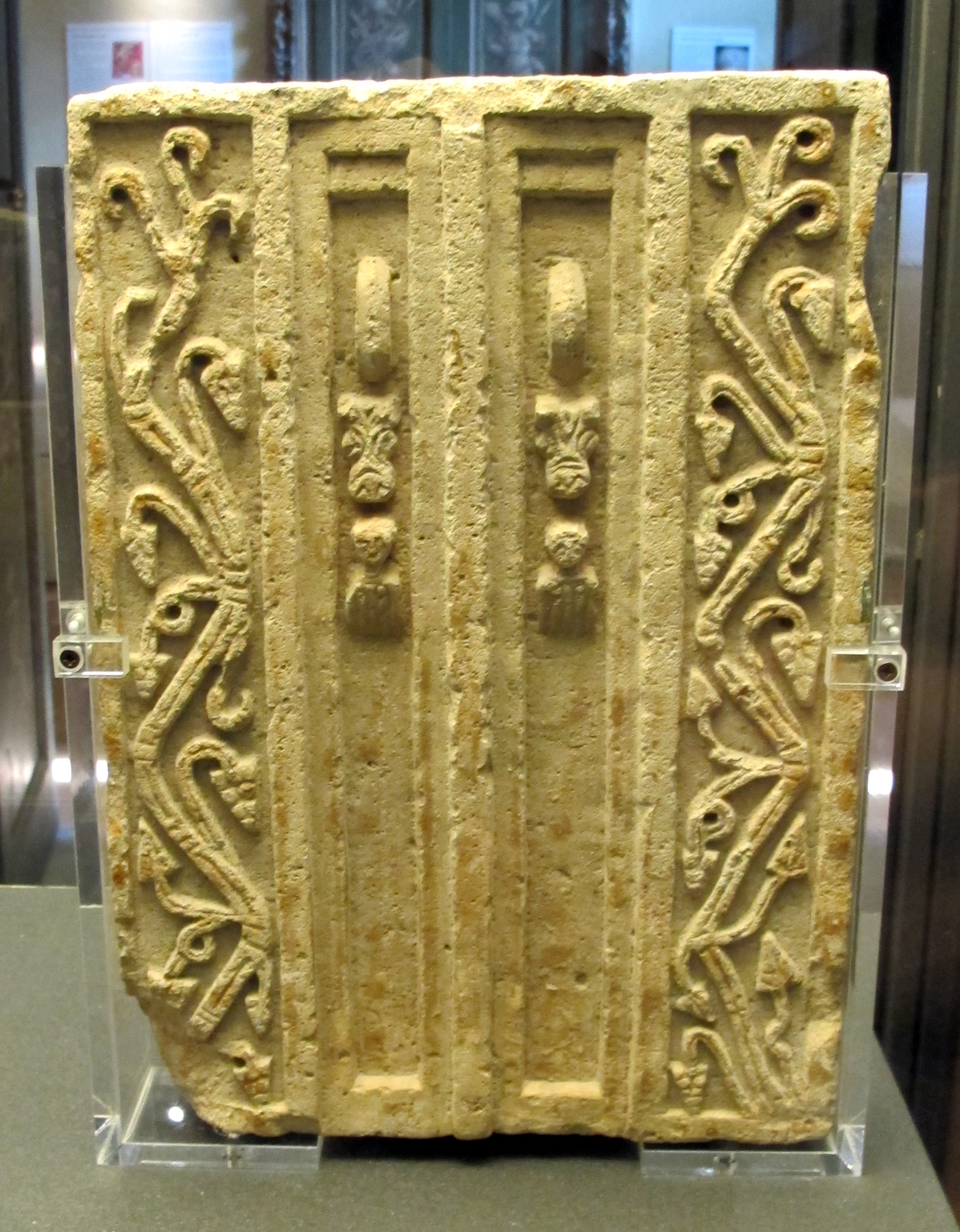
Мініатюрні ворота з Зафару, Ємен, II-III ст. н. е.
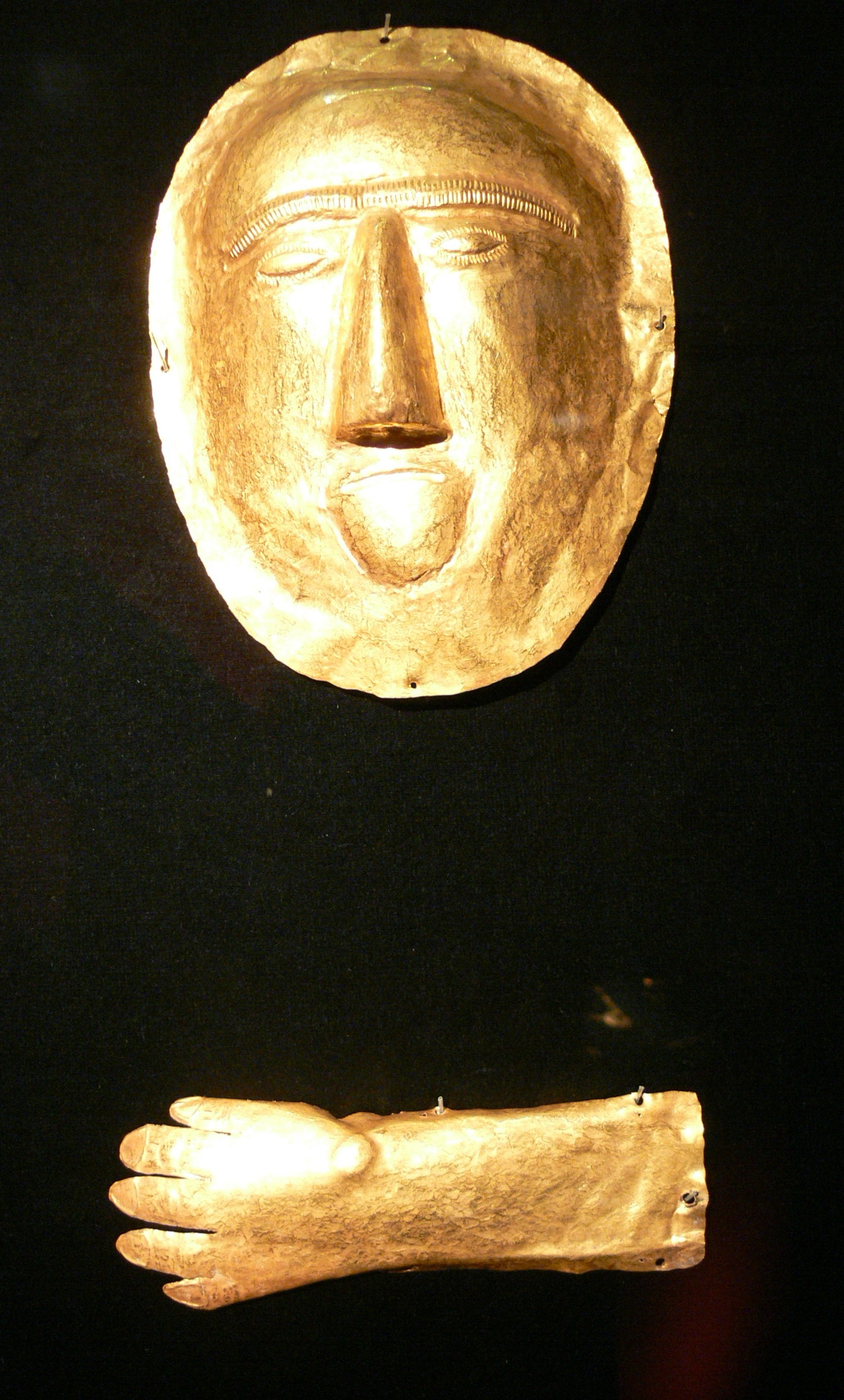
Виставка «Дороги Аравії»: похоронна маска і рукавичка; I ст. н. е.; Пергамський музей (Берлін, Німеччина)
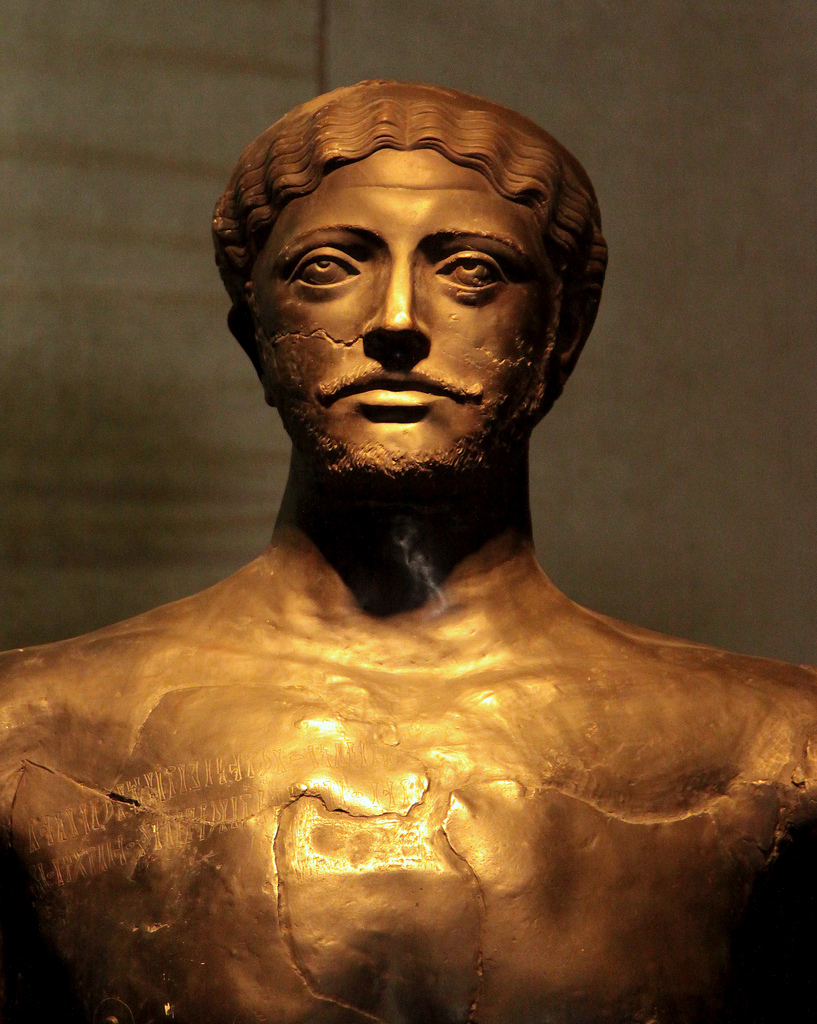
Дамар Алі Ябур II, король Хим'яриту; Національний музей Ємену (Сана, Ємен)

## Підйом ісламу
Початок VII ст. в Аравії почався з найдовшого та найруйнівнішого періоду візантійсько-сасанідських воєн. Це залишило і Візантійську, і Сасанідську імперії виснаженими та сприйнятливими до атак третіх сторін, особливо з боку арабів-кочівників, об'єднаних під новоствореною релігією. За словами історика Джорджа Ліски, «невиправдано тривалий візантійсько-перський конфлікт відкрив шлях ісламу».
Демографічна ситуація також сприяла арабській експансії: перенаселення та брак запасів спонукали арабів до міграції з Аравії.

### Падіння імперій
Перед візантійсько-сасанідською війною 602—628 рр. спалахнула чума Юстиніана (541—542 рр.), яка поширилася через Персію на територію Візантії. Візантійський історик Прокопій, який був свідком чуми, задокументував, що в Константинополі щодня вмирало 10 000 громадян. Точна кількість, однак, стає предметом дискусії сучасних істориків. Обидві імперії були назавжди ослаблені пандемією, оскільки їхні громадяни боролися зі смертю, а також із високими податками, які збільшувалися, коли кожна імперія концентрувалася на експансії.
Візантійський імператор Юстиніан I спробував відродити могутність Римської імперії, поширившись на Аравію. Півострів мав довгу берегову лінію для торговельних суден і область пишної рослинності, відому як Родючий Півмісяць, яка могла допомогти фінансувати його подальшу експансію в Європу та Північну Африку. Вторгнення на територію Персії також поклало край виплаті данини сасанідам, що призвело до угоди видавати 5 000 кг данини персам щорічно в обмін на припинення вогню.
Однак Юстиніан не міг дозволити собі подальших втрат в Аравії. Візантійці та сасаніди підтримували потужних найманців-кочівників із пустелі, які мали достатню силу, щоб запобігти можливій агресії в Аравії. Басилевс вважав своїх найманців настільки цінними за запобігання конфлікту, що нагородив їхнього вождя титулами патриція та філарха — найвищими почестями, які він міг надати будь-кому. До кінця VI-го ст. непростий мир зберігався, поки не спалахнули суперечки між найманцями та їхніми імперіями-покровительками.
Союзником Візантії було християнське арабське плем'я з кордонів пустелі, відоме як хассаніди. Союзник сасанідів; Лахміди також були християнізованим плем'ям, але з території сучасного Іраку. Однак конфесійні розбіжності спричинили розкол між альянсами. Офіційною релігією візантійців було православне християнство, яке вважало, що Ісус Христос і Бог були двома природами в одній сутності. Гасаніди, як християни-монофізити з Іраку, вірили, що Бог та Ісус Христос були лише однією природою. Ця незгода виявилася непримиренною і призвела до остаточного розриву союзу.
Водночас імперія Сасанідів розірвала союз з Лахмідами через фальшиві звинувачення в зраді вождя Лахмідів; сасаніди анексували державу в 602 р. Родючі землі та важливі торговельні шляхи Іраку тепер були ідеально підготовлені для подальших потрясінь.

### Підйом ісламу
Коли глухий кут у протистоянні нарешті посунувся і здавалося, що Візантія нарешті взяла верх у битві, араби-кочівники вторглися з кордонів пустелі, принісши з собою новий соціальний порядок, який наголошував на релігійній відданості, а не на членстві в племені.
До того часу, як у 628 році завершилася остання візантійсько-сасанідська війна, Аравія почала об’єднуватися під політико-релігійним керівництвом Мухаммеда. Напад мусульман на обидві імперії виявився вдалим, що призвело до знищення імперії Сасанідів і завоювання територій Візантії в Леванті, на Кавказі, в Єгипті, Сирії та Північній Африці.